# 19. červen
19. červen je 170. den roku podle gregoriánského kalendáře (171. v přestupném roce). Do konce roku zbývá 195 dní. Svátek slaví Leoš.

## Události

### Česko
- 1884 – Premiéra baletu Karla Kovařovice Hašiš v Národním divadle Praha.
- 1898 – Fotograf Jan Kříženecký otevřel svůj filmový Pavilon českého kinematografu.
- 1910 – Jan Kašpar v Pardubicích absolvoval první veřejný let v letadle vlastní konstrukce.
- 1919 – Inženýři Pavel Beneš a Miroslav Hajn zakládají společnost Avia coby dílnu na opravu a výrobu letadel.
- 1945 – Prezident Edvard Beneš vydal dekrety o potrestání nacistických zločinců a kolaborantů lidovým soudem. Mimořádné soudy tvořili čtyři zástupci z lidu a profesionální soudce, soudilo se velmi rychle a tresty byly vykonávány do dvou hodin po vynesení rozsudku.
- 1946 – Edvard Beneš byl znovu jednomyslně zvolen presidentem ČSR.
- 1949
  - Komunistický režim v Československu: Kardinál Beran byl internován.
  - Katolická církev dala duchovním pokyn, aby při bohoslužbách přečetli pastýřský list, v němž by církev věřícím sdělila svůj odmítavý postoj k politickému vývoji po komunistickém převratu. Státní úřady čtení listu zakázaly, zákazu uposlechla však jen část duchovních, především ti, kteří se zapojili do tzv. Katolické akce.
- 1948 – V Praze se konal XI. Všesokolský slet, který se stal projevem nespokojenosti nejširší veřejnosti s komunistickým režimem. Trval do 27. června
- 1968 – Masový sraz Lidových milicí v Praze-Ruzyni kritizoval komunistické vedení a odmítl demokratizační politiku vedení KSČ
- 1977 – Papež Pavel VI. svatořečil Jana Nepomuka Neumanna.
- 1998 – Předčasné volby do Poslanecké sněmovny Parlamentu České republiky. Největší počet hlasů získala ČSSD (32,31 % a 74 křesel), ODS (27,74 % hlasů a 63 mandátů), KSČM (11,03% a 24 křesel).
- 2000 – Československá obchodní banka, součást belgického peněžního ústavu KBC, koupila od státu Investiční a průmyslovou banku (IPB). Stala se tak největším komerčním ústavem v zemi.
- 2008
  - Byla odstřelena těžní skipová věž Dolu Dukla v Havířově Prostřední Suché. Jednalo se o první odstřel takovéto stavby v České republice.
  - Česká wikipedie v pozdních večerních hodinách přesáhla hranici 100 000 článků.
- 2012 – Google Maps vydal nové snímky ve své službě Street View. Nyní je pokrytí Čech téměř kompletní.

### Svět
- 0240 př. n. l. – Eratosthenés z Kyrény vypočítal obvod Země
- 0325 – První nikajský koncil schválil původní Nicejské vyznání.
- 0936 – Ludvík IV. Francouzský je korunován západofranským králem remešským arcibiskupem Artoldem.
- 1306 – Skotští rebelové Roberta Bruce byli poraženi jednotkami hraběte Pembroka v bitvě u Methvenu ve Skotsku během válek o skotskou nezávislost
- 1333 – anglo-skotská bitva u Halidon Hillu
- 1652 – Založeno město Pietarsaari ve Finsku.
- 1807 – Armády Ruska a Osmanské říše se střetly v bitvě u Athu.
- 1846 – V Hobokenu v New Jersey se konal první moderní baseballový zápas.
- 1816 – Válka o pemikan: Došlo k bitvě u Sedmi dubů, nejkrvavějšímu střetu mezi Společností Hudsonova zálivu a Severozápadní společností.
- 1860 – Louise Nassau-Orania a král Karel XV. Švédska a Norska se vzali.
- 1862 – Kongres Spojených států zakazuje otroctví na teritoriích Spojených států.
- 1910 Vzducholoď LZ 7 "Deutschland" podniká úspěšnou první plavbu poblíž Friedrichshafenu. O devět dní později havaruje.
- 1912 – Ve Spojených státech byl zaveden osmihodinový pracovní den.
- 1924 – Paavo Nurmi zaběhl světové rekordy na 1500 a 5000 m.
- 1926 – První nosná helikoptéra německého vynálezce Engelberta Zaschky získala patent.
- 1933 – Francie poskytla uprchlému sovětskému revolucionáři Lvu Trockému politický azyl
- 1934 – Ve Spojených státech byla založena Federální komise pro komunikace (FCC), která reguluje rozhlasové a televizní vysílání.
- 1944 – Druhá světová válka: začala dvoudenní bitva ve Filipínském moři.
- 1960 – Zahynuli tři jezdci Formule 1: Alan Stacey a Chris Bristow na GP Belgie a Jimmy Bryan na Langhorne Speedway.
- 1961 – Kuvajt vyhlásil nezávislost.
- 1964 – Mezi Japonskem a USA byl uveden do provozu první telefonní kabel.
- 1969 – Alfred Gütgemann provedl v Německu první transplantaci jater.
- 1970 – Podepsána Smlouva o patentové spolupráci (PCT), která usnadnila podávání žádostí o celosvětové patenty.
- 1970 – Kosmonauti Nikolajev a Sevasťanov z mise Sojuz 9 přistáli v kazašské stepi západně od Karagandy. S délkou vesmírného letu více než 17 dní dosáhli nový rekord v nejdelším kosmickém letu.
- 1976 – Svatba švédského krále Karla XVI. Silvia Sommerlath
- 1978 – Vyšel první z řady komiksů Garfield.
- 1997 – McLibel prohrál soud s McDonaldem
- 2002 – Steve Fossett odstartoval svou úspěšnou plavbu kolem světa s balónem.
- 2006 – Na Špicberkách začala výstavba semenné banky Svalbard Global Seed Vault.
- 2010 – Švédská korunní princezna Victoria a Daniel Westling měli svatbu.
- 2016 – 15 dětí se utopilo při nehodě člunu na jezeře Säämäjärvi v ruské Karélii.
- 2022 – Ve Francii se uskutečnily prezidentské volby

## Narození

### Česko

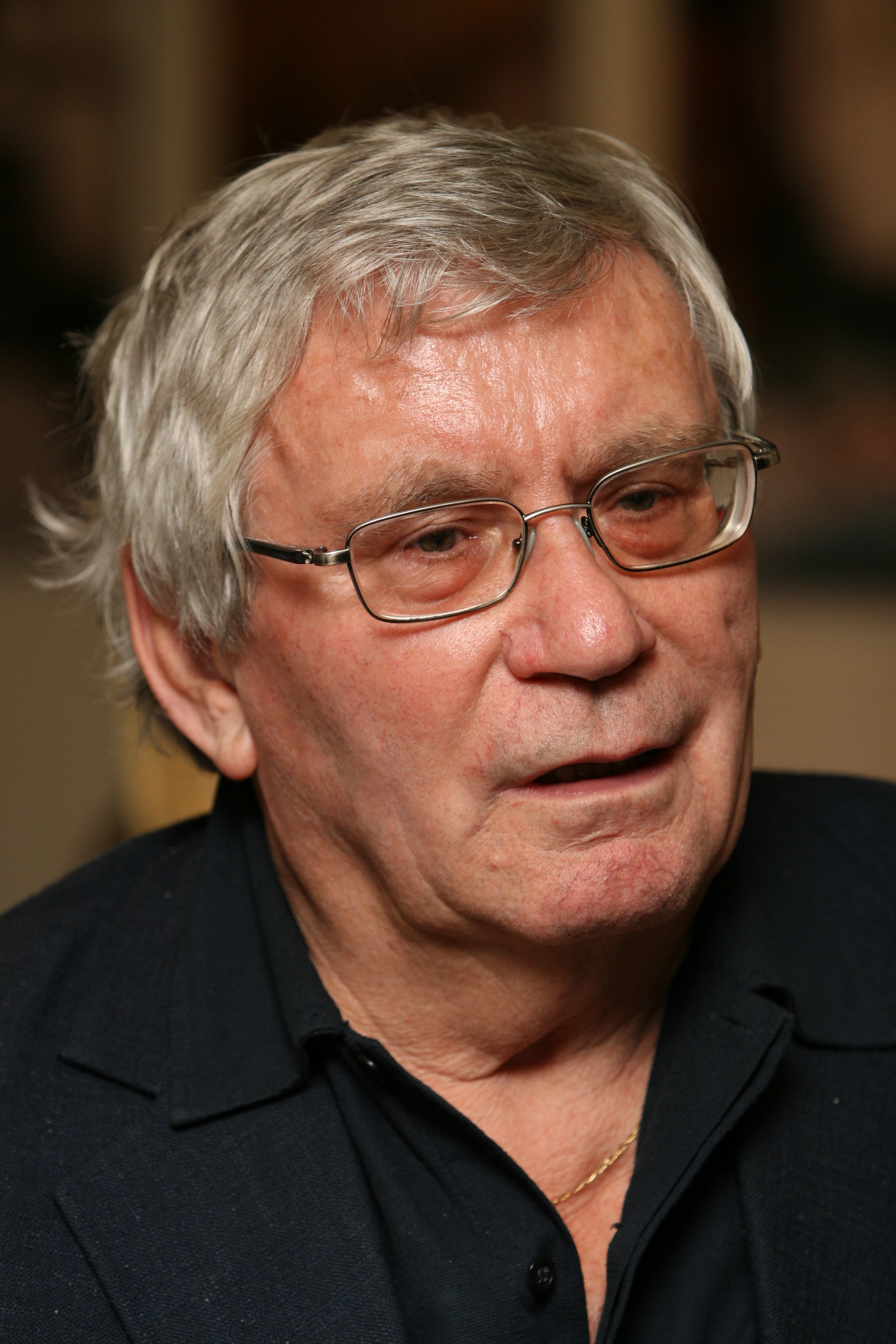
Jaroslav Suchánek (* 1936)

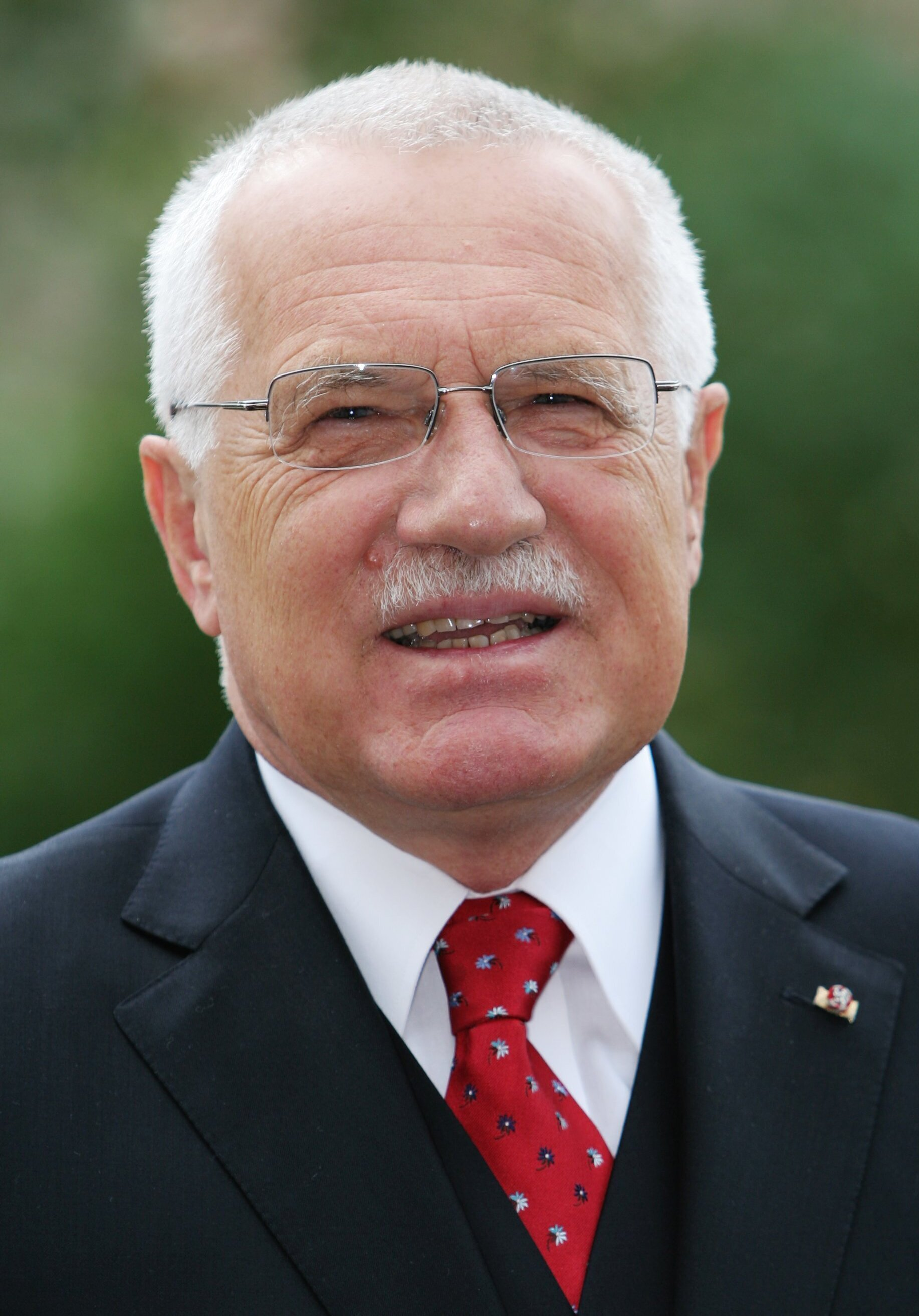
Václav Klaus (* 1941)

- 1708 – Václav Ignác Brasch, německý malíř a grafik českého původu († 1761)
- 1717 – Jan Václav Stamic, skladatel a houslista († 27. března 1757)
- 1798 – Jan Valerián Jirsík, biskup († 23. února 1883)
- 1803 – Jan Schwetz, děkan olomoucké teologické fakulty († 20. března 1890)
- 1808 – Franz Xaver Chwatal, klavírista a hudební skladatel († 24. června 1879)
- 1827 – Josef Böhm, sídelní kanovník litoměřické kapituly († 20. května 1903)
- 1839 – Jan Duchoslav Panýrek, středoškolský profesor, popularizátor fyziky a chemie, básník († 18. srpna 1903)
- 1850 – August Fournier, český historik, vysokoškolský pedagog a politik († 18. května 1920)
- 1856 – Vladimír Srb, český právník a politik († 11. května 1916)
- 1878 – Ludwig Freund, český přírodovědec († 5. listopadu 1953)
- 1881 – František Gellner, básník († ? po roce 1914)
- 1884 – Miloš Kössler, český matematik († 8. února 1961)
- 1886 – Rudolf Kremlička, malíř († 3. května 1932)
- 1895 – Ernst Schwarz, německý germanista († 14. dubna 1983)
- 1897 – Alois Šmolík, československý konstruktér letadel († 28. června 1945)
- 1904 – Aloys Skoumal, překladatel († 4. července 1988)
- 1905 – Jiří Voskovec, herec († 4. července 1981)
- 1906 – Miloš Deyl, botanik († 21. února 1985)
- 1908 – Vladimír Syrovátka, kanoista, olympijský vítěz († 14. září 1973)
- 1910 – František Hanták, hobojista a hudební pedagog († 23. září 1990)
- 1917 – Zbyněk Žába, egyptolog († 15. srpna 1971)
- 1923
  - Ladislav Mácha, člen protinacistického odboje a komunistický vyšetřovatel († 30. září 2018)
  - Jiří Lír, herec
- 1924 – Luděk Kopřiva, herec († 5. října 2004)
- 1926
  - Josef Nesvadba, spisovatel († 26. dubna 2005)
  - Jiří Ješ, novinář a publicista († 20. července 2011)
- 1927
  - Dušan Josef, autor monografií o mostech
  - Karel Kupka, hudební skladatel a sbormistr († 26. října 1985)
- 1934 – Dalibor Veselý, architekt, historik umění († 31. března 2015)
- 1936 – Jaroslav Suchánek, sportovní novinář
- 1941
  - Václav Klaus, prezident, ekonom a politik
  - Jan Vodňanský, textař a scenárista
- 1942 – Vít Olmer, filmový režisér a herec
- 1947
  - Zbyšek Stodůlka, český politik († 20. června 2014)
  - Jiří Rohn, český matematik
- 1955 – Helena Friedrichová, herečka a dabérka († 4. února 2002)
- 1977 – Veronika Vařeková, topmodelka
- 1978 – Jakub František Sadílek, katolický kněz, františkán
- 1979 – Tomáš Divíšek, hokejista

### Svět

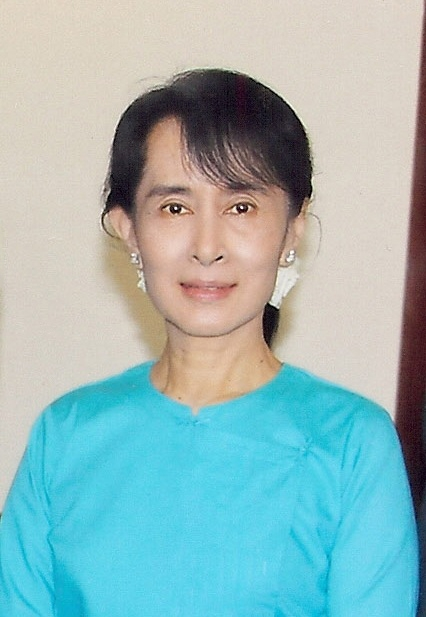
Aun Schan Su Ťij (* 1945)

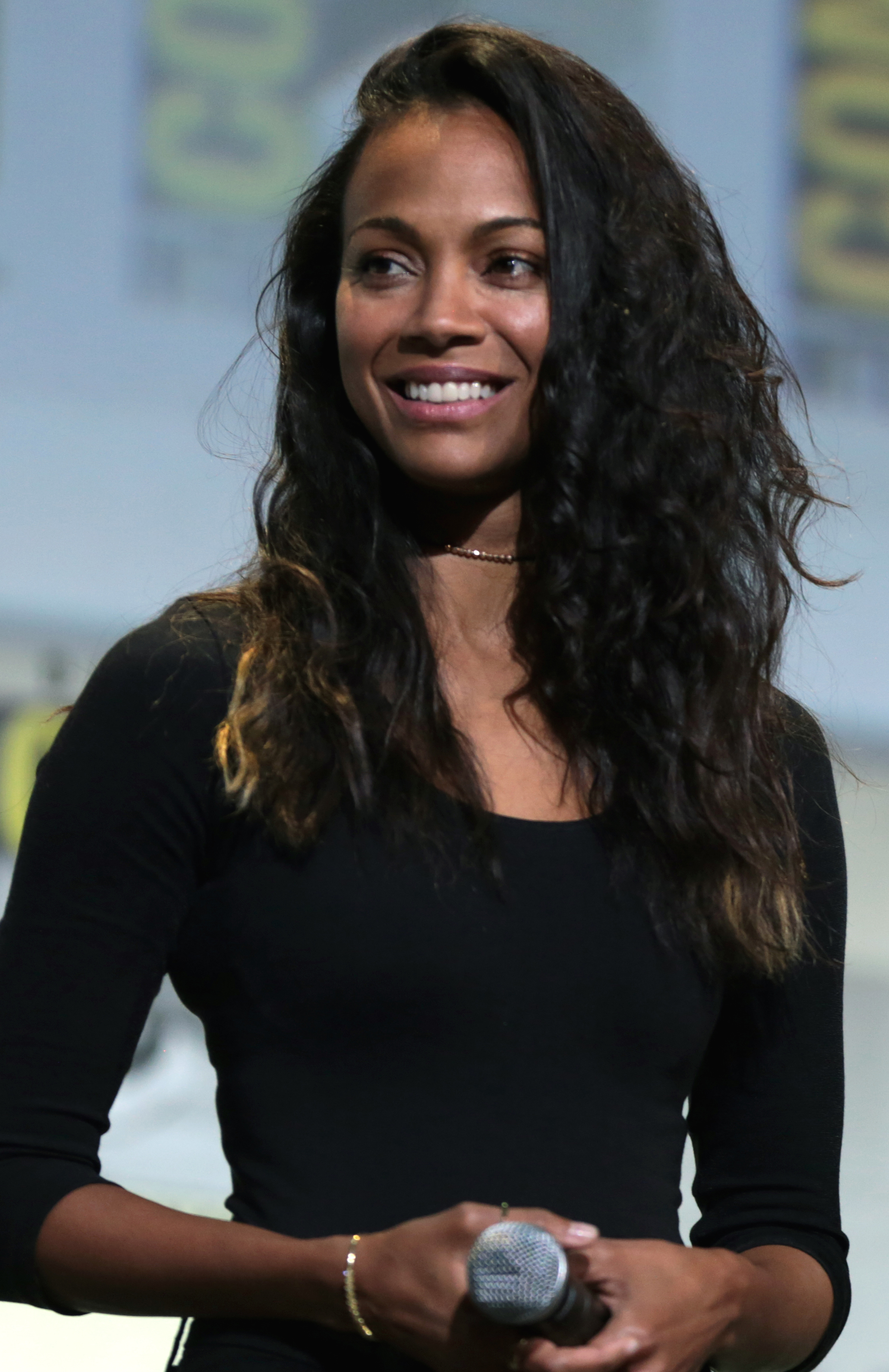
Zoe Saldana (* 1978)

- 1545 – Anna Marie Švédská, dcera švédského krále Gustava I. Vasy († 20. března 1610)
- 1566 – Jakub I. Stuart, anglický a skotský (jako Jakub VI.) král († 1625)
- 1623 – Blaise Pascal, francouzský matematik a fyzik († 1662)
- 1708 – Johann Gottlieb Janitsch, německý hudební skladatel († 1763)
- 1731 – Joaquim Machado de Castro, portugalský sochař († 17. listopadu 1822)
- 1763 – Johann Baptist Allgaier, rakouský šachista († 3. ledna 1823)
- 1764 – José Gervasio Artigas, uruguayský generál a politik († 1850)
- 1782 – Félicité Robert de Lamennais, francouzský kněz, spisovatel, filozof a politický i sociální reformátor († 1854)
- 1810 – Ferdinand David, německý houslový virtuóz a skladatel († 18. července 1873)
- 1834 – Charles Spurgeon, britský reformátor, baptista († 1892)
- 1840 – Ferdinand Schmidt, německý fotograf († 22. srpna 1909)
- 1842 – Carl Zeller, rakouský operetní skladatel († 1898)
- 1854 – Alfredo Catalani, italský operní skladatel († 7. srpna 1893)
- 1861 – José Rizal, filipínský básník, prozaik, oční chirurg, národní buditel a nejvýznamnější postava filipínského hnutí za nezávislost a osvobození od španělské nadvlády († 1945)
- 1865 – Alfred Hugenberg, německý nacionalistický politik († 12. března 1951)
- 1868
  - Heinrich Schenker, rakouský hudební teoretik a skladatel († 13. ledna 1935)
  - Jane Reece, americká fotografka († 10. června 1961)
- 1871 – Fritz Hofmann, německý atlet a gymnasta, dvojnásobný vítěz OH 1896 († 1927)
- 1878 – Jakov Jurovskij, věznitel a popravčí ruského cara Mikuláše II. († 2. srpna 1938)
- 1886
  - Egon Lerch, rakousko-uherský ponorkový velitel († 8. srpna 1915)
  - Robert Wartenberg, americký neurolog († 16. listopadu 1956)
- 1890 – Wallis Simpson, manželka britského krále Eduardem VIII. († 24. dubna 1986)
- 1891 – John Heartfield, německý výtvarník († 26. dubna 1968)
- 1893 – Madeleine Talmage Astor (rozená Force), manželka nejbohatšího muže světa John Jacob Astor IV († 27. března 1940)
- 1897
  - Cyril Norman Hinshelwood, anglický fyzikální chemik, Nobelova cena za chemii 1956 († 9. října 1967)
  - Hans Baur, německý válečný pilot, Hitlerův osobní pilot († 1993)
- 1898 – Helen Grace Carlisle, americká spisovatelka († duben 1968)
- 1906 – Ernst Boris Chain, anglický biochemik, nositel Nobelovy ceny za spoluobjevení penicilinu († 1979)
- 1907 – Georges de Mestral, vynálezce suchého zipu († 8. února 1990)
- 1908 – Hans Trippel, německý automobiový konstruktér a designer († 30. června 2001)
- 1910
  - Paul John Flory, americký chemik, Nobelova cena 1974 († 8. září 1985)
  - Ljubiša Jocić, srbský spisovatel († 2. března 1978)
- 1913
  - Earle Meadows, americký olympijský vítěz ve skoku o tyči († 11. listopadu 1992)
  - Rudolf Uher, slovenský sochař († 27. srpna 1987)
  - Helene Madisonová, americká plavkyně. tři zlaté medaile na OH 1932 († 27. listopadu 1970)
- 1915 – M. Z. Thomas, německý psychoterapeut a spisovatel
- 1919 – Robert Pinget, francouzský avantgardní spisovatel († 25. srpna 1997)
- 1922 – Aage Niels Bohr, dánský fyzik, nositel Nobelovy ceny za fyziku († 2009)
- 1924 – Vasil Bykav, běloruský spisovatel († 2003)
- 1926 – Me'ir Pa'il, izraelský vojenský historik a politik
- 1930
  - Boris Dmitrijevič Parygin, ruský psycholog a filozof († 9. dubna 2012)
  - Gena Rowlandsová, americká herečka
- 1933 – Viktor Pacajev, sovětský kosmonaut ruské národnosti († 1971)
- 1936 – Blanka Poliaková, slovenská spisovatelka, básnířka a redaktorka
- 1937
  - André Glucksmann, francouzský filozof a politolog
  - Arno Herzig, německý historik novodobých dějin
- 1938
  - Charles Gwathmey, americký architekt († 3. srpna 2009)
  - Margret Nissen, německá fotografka
- 1939 – Al Wilson, americký zpěvák († 21. dubna 2008)
- 1944
  - Chico Buarque, brazilský hudebník, dramatik a spisovatel
  - Richard Goldstein, americký novinář a spisovatel
- 1945
  - Radovan Karadžić, bosenskosrbský politik, básník, psychiatr a válečný zločinec
  - Mario Livio, izraelský astrofyzik a autor populárně-naučné literatury
  - Aun Schan Su Ťij, barmská politička, Nobelova cena za mír 1991
- 1946 – Stelarc, australský performer
- 1947 – Salman Rushdie, indický spisovatel
- 1948 – Nick Drake, britský zpěvák a kytarista († 25. listopadu 1974)
- 1950 – Ann Wilson, americká zpěvačka, flétnistka
- 1951 – Ajmán Zavahrí, vůdce militantní islamistické organizace al-Káida, lékař, spisovatel a básník
- 1952 – Angie Sageová, autorka obrázkových knih pro malé děti
- 1953
  - Pavel Čáni, srbský malíř, grafik a pedagog
  - Robert Epstein, americký psycholog, profesor, spisovatel a novinář
- 1955 – Vladimir Myškin, sovětský hokejový brankář
- 1957 – Anna Lindhová, švédská politička a ministryně zahraničních věcí († 2003)
- 1958 – Sergej Makarov, ruský lední hokejista
- 1959 – Christian Wulff, německý prezident
- 1962 – Paula Abdul, americká zpěvačka
- 1963 – Rory Underwood, anglický ragbista
- 1966 – Marion Vernoux, francouzská režisérka a scenáristka
- 1972 – Dennis Lyxzén, švédský zpěvák
- 1978 – Zoe Saldana, americká herečka
- 1983
  - Mark Selby, anglický hráč snookeru
  - Aidan Turner, irský herec
- 1996 – Alessandro Santoni, italský sportovní lezec
- 2003 – Louis Bielle-Biarrey, francouzský ragbista

## Úmrtí

### Česko

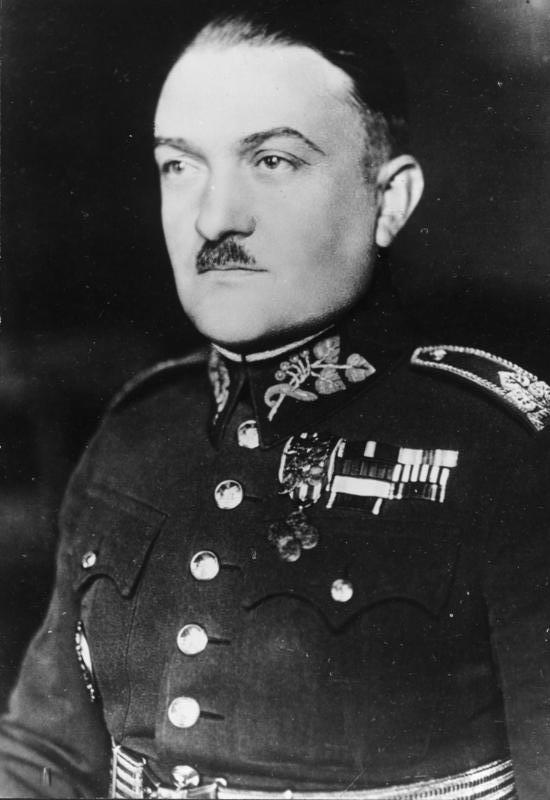
Alois Eliáš († 1942)

- 1845 – Jiří Döbler, český kreslíř a rytec (* 20. dubna 1788)
- 1873 – Hermann Zwierzina, první starosta Moravské Ostravy (* 12. října 1825)
- 1874 – Ferdinand Stolička, český geolog a paleontolog (* 7. července 1838)
- 1887 – Clemens Rodt, pomolog (* 1. února 1798)
- 1892 – Matěj Havelka, právník, politik a básník (* 5. května 1809)
- 1908 – Josefina Pepa Mařáková, malířka (* 1872)
- 1935 – Jaroslav Václav Vacek, kněz, hudební skladatel a spisovatel (* 27. března 1865)
- 1936 – František Staněk, československý politik, ministr několika vlád (* 14. listopadu 1867)
- 1939 – Václav Johanis, československý ministr pro zásobování lidu (* 26. února 1872)
- 1942 – Alois Eliáš, generál, předseda protektorátní vlády, účastník domácího odboje za druhé světové války (* 29. září 1890)
- 1947
  - Josef Janko, český germanista (* 25. října 1869)
  - Ferenc Futurista, herec (* 7. září 1891)
- 1948 – Methoděj Charvát, československý politik (* 5. července 1875)
- 1949 – Antonín Osička, český anglista, básník i prozaik (* 11. května 1888)
- 1951 – Josef Richard Marek, grafik, překladatel a spisovatel (* 21. července 1883)
- 1952 – František Kovárna, český výtvarný teoretik, překladatel a spisovatel (* 17. září 1905)
- 1972 – Otakar Šimůnek, komunistický politik, ministr (* 23. října 1908)
- 1979 – Václav Vydra, herec (* 25. října 1902)
- 1984 – Lee Krasnerová, americká malířka (* 27. října 1908)
- 1988 – Zdeněk Blažek, hudební skladatel (* 24. května 1905)
- 1990
  - Jindřich Chalupecký, výtvarný a literární teoretik a kritik, historik umění, překladatel (* 12. února 1910)
  - Jaroslav Francl, hudební skladatel a pedagog (* 28. února 1906)
- 1997 – Jiří David, sprinter (* 16. února 1923)
- 1999 – František Štorek, český novinář, spisovatel a básník (* 3. července 1933)
- 2000 – Josef Istler, malíř (* 21. prosince 1919)
- 2006 – Kamil Linhart, malíř (* 8. ledna 1920)
- 2010 – Slavomír Klaban, politik a ekonom (* 24. srpna 1922)
- 2011 – Alexej Fried, hudební skladatel a dirigent (* 13. října 1922)
- 2012 – Miroslav Pangrác, sochař a malíř (* 16. října 1924)
- 2013 – Filip Topol, hudebník (* 12. června 1965)

### Svět

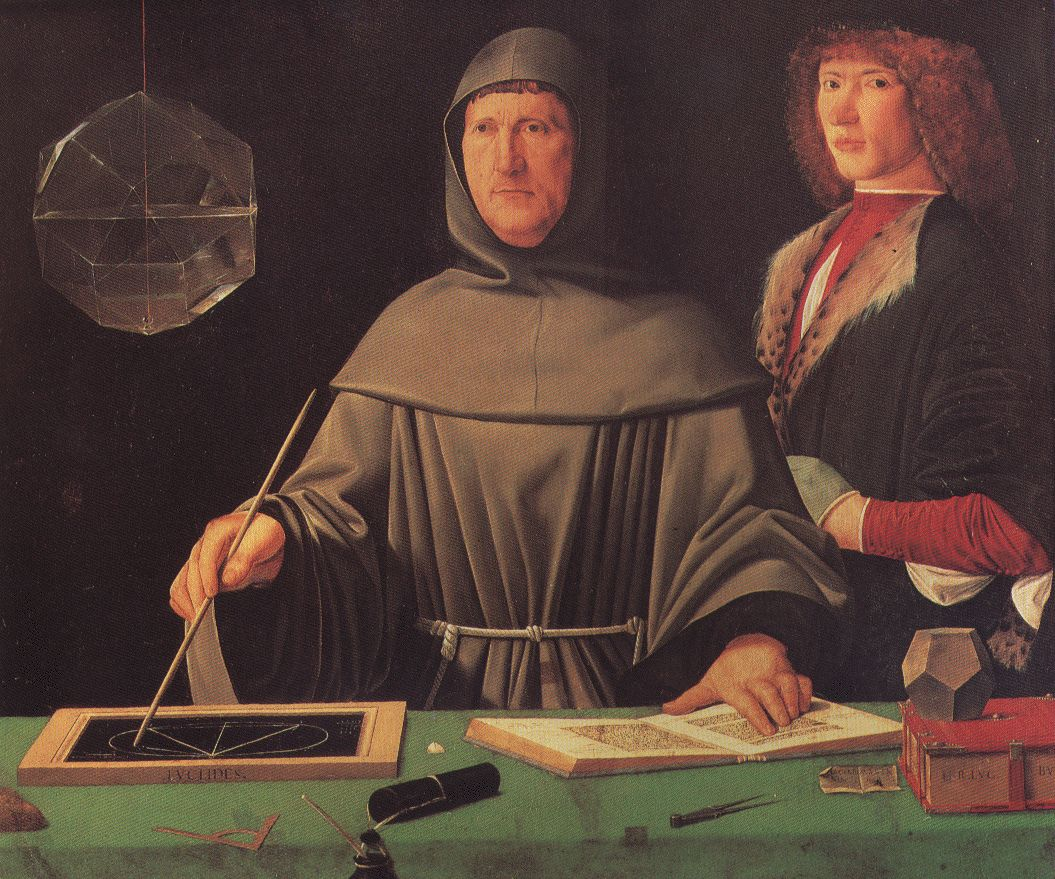
Luca Pacioli (* 1445

- 1027 – Svatý Romuald, italský světec (* 951)
- 1296 – Arnold Bamberský, biskup v bamberský, rádce českého krále Václava II. (* ?)
- 1312 – Piers Gaveston, gaskoňský šlechtic a blízký homosexuální přítel krále Eduarda II. (* asi 1284)
- 1364 – Elisenda z Montcada, aragonská královna a regentka (* 1292)
- 1517 – Luca Pacioli, italský františkánský mnich a matematik, nazývaný „otec účetnictví“ (* 1445)
- 1584 – František z Anjou, nejmladší syn francouzského krále Jindřicha II. (* 18. března 1555)
- 1597 – Gunilla Bielke, švédská královna (* 25. června 1568)
- 1650 – Matthäus Merian, švýcarský rytec a nakladatel (* 1593)
- 1747 – Nádir Šáh, perský vládce, zakladatel dynastie Afšárovců (* 22. listopadu 1688)
- 1808 – Alexander Dalrymple, skotský geograf a první hydrograf britské Admirality (* 1737)
- 1814 – Friedrich Benda, německý komorní hudebník a skladatel (* 15. června 1745)
- 1820 – Joseph Banks, anglický přírodovědec a botanik (* 1743)
- 1844 – Étienne Geoffroy Saint-Hilaire, francouzský přírodovědec (* 15. dubna 1772)
- 1867
  - Miguel Miramón, mexický prezident (* 17. listopadu 1831)
  - Tomás Mejía, mexický generál (* 17. září 1820)
  - Maxmilián I. Mexický, člen rakouské monarchie, mexický císař (* 1832)
- 1884 – Adrian Ludwig Richter, německý malíř (* 28. září 1803)
- 1900 – Josefína Bádenská, bádenská princezna, kněžna von Hohenzollern-Sigmaringen (* 21. října 1813)
- 1902
  - John Emerich Edward Dalberg-Acton, anglický historik, politik a novinář (* 10. ledna 1834)
  - Albert Saský, saský král (* 1828)
- 1909 – Lajos Abafi, maďarský entomolog, historik a spisovatel (* 11. února 1840)
- 1918 – Francesco Baracca, nejlepší italský stíhací pilot (* 9. května 1888)
- 1924 – Konni Zilliacus, finský bojovník za nezávislost (* 18. prosince 1855)
- 1928
  - Nora Bayesová, americká herečka a zpěvačka (* 8. října 1880)
  - Roald Amundsen, norský polární badatel (* 16. července 1872)
- 1934 – Viktor Mataja, ministr obchodu Předlitavska (* 20. července 1857)
- 1937 – James Matthew Barrie, skotský novinář a spisovatel (* 9. května 1860)
- 1942 – Karl Kaser, rakouský právník a fotograf (* 5. května 1861)
- 1953
  - Harold Cazneaux, australský fotograf (* 30. března 1878)
  - Julius Rosenberg, špión SSSR, popraven se svou manželkou Ethel Rosenbergovou (* 1918)
- 1954 – Anna Dembińska, polská historička (* 24. července 1895)
- 1955 – Max Pechstein, německý malíř a grafik (* 31. prosince 1881)
- 1956 – Vladimír Afanasjevič Obručev, ruský geolog a spisovatel (* 10. října 1863)
- 1965 – Franz Kruckenberg, německý železniční konstruktér (* 21. srpna 1882)
- 1968 – Eduard Nécsey, nitranský sídelní biskup (* 9. února 1892)
- 1974 – Jean Wahl, francouzský filosof (* 25. května 1888)
- 1981 – Lotte Reiniger, německá animátorka a režisérka (* 2. června 1899)
- 1983 – Simcha Erlich, ministr financí Izraele (* 1915)
- 1986
  - Coluche, francouzský herec, komik a humanitární aktivista (* 28. října 1944)
  - Rajmund Galon, polský geograf (* 14. srpna 1906)
- 1987 – Ian Donald, skotský gynekolog (* 27. prosince 1910)
- 1989 – Betti Alverová, estonská básnířka (* 23. listopadu 1906)
- 1992 – Kathleen McKaneová Godfreeová, anglická tenistka a badmintonistka (* 7. května 1896)
- 1993 – William Golding, anglický spisovatel a básník, nositel Nobelovy ceny (* 1911)
- 2000 – Noboru Takešita, premiér Japonska (* 26. února 1924)
- 2001 – Lindsay L. Cooper, skotský kontrabasista a violoncellista (* 18. ledna 1940)
- 2007 – Gejza Šimanský, československý fotbalový reprezentant (* 29. srpna 1924)
- 2012
  - Gerry Bron, britský hudební producent a manažer hudebních skupin (* 1. března 1933)
  - Michael Palliser, britský diplomat (* 9. dubna 1922)
  - Anthony Bate, britský herec (* 31. srpna 1927)
  - Richard Lynch, americký herec (* 12. února 1936)
- 2013 – Gyula Horn, maďarský politik (* 5. července 1932)
- 2014
  - Gerry Goffin, americký textař (* 11. února 1939)
  - Avraham Šalom, ředitel izraelské vnitřní zpravodajské služby Šin Bet (* 7. června 1928)
- 2015 – Rondal Partridge, americký fotograf (* 4. září 1917)
- 2020
  - Ian Holm, britský herec (* 12. září 1931)
  - Carlos Ruiz Zafón, španělský prozaik (* 25. září 1964)

## Svátky

### Česko
- Leoš, Leo, Leon, Leonard, Leonid, Leontýn, Lionel
- Alfréd
- Alvar
- Ruslan

Církevní:
- Jan Nepomuk Neumann

Slovensko
- Alfréd

### Svět
- OSN – Mezinárodní den pro eliminaci sexuálního násilí v konfliktech
- Alžírsko – Národní den připomínající svržení Mohammada Ben Belly v roce 1965.
- Kambodža – Vzpomínkový den na počest založení revolučních sil Kambodže.
- Kuvajt – Den nezávislosti (1961)
- Uruguay – Artigas Dan
- Trinidad – Svátek práce
- Koptský a etiopský liturgický rok zahajuje období záplav

## Pranostiky

### Česko
- Prší-li na svatého Gerváze a Protáze, po čtyřicet dní se deštivé počasí ukáže.
- Na Gerváze a Protáze posečeš seno nejsnáze; asli je suchý odvézt chceš, do Jána si pospěš.
- Svatí Gervázi a Protázi po loukách kopce sena rozhází.

| 19. červen v pražském KlementinuÚdaje jsou platné k 8. 7. 2025. | 19. červen v pražském KlementinuÚdaje jsou platné k 8. 7. 2025. | 19. červen v pražském KlementinuÚdaje jsou platné k 8. 7. 2025. |
| minimum                                                         | denní průměr                                                    | maximum                                                         |
| --------------------------------------------------------------- | --------------------------------------------------------------- | --------------------------------------------------------------- |
| 7,3 °C (1985)                                                   | 17,9 °C (od 1961)                                               | 36,8 °C (2022)                                                  |